# Tre Tucker
Tre Tucker (Akron, 8 marzo 2001) è un giocatore di football americano statunitense che milita nel ruolo di wide receiver per i Las Vegas Raiders della National Football League (NFL). Al college ha giocato per l'Università di Cincinnati.

## Carriera universitaria
Tucker, originario di Akron in Ohio, cominciò a giocare a football nella locale Cuyahoga Valley Christian Academy dove si mise in evidenza collezionando 2.288 yard su corsa, 1.854 yard su ricezione e 68 touchdown. 
Andò quindi a giocare college football dal 2019 al 2022 all'Università di Cincinnati con i Bearcats impegnati nella American Athletic Conference (AAC) della Divisione I della Football Bowl Subdivision (FBS) della NCAA.
Nel suo primo anno collezionò 7 ricezioni per 92 yard. Nella stagione seguente segnò il suo primo touchdown, chiudendo l'anno con tre segnature complessive e la nomina nel Second-Team All-AAC come kick returner. Nella stagione 2021 collezionò 34 ricezioni per 426 yard e due touchdown. Infine nel 2022 fece 52 ricezioni per 672 yard e tre touchdown.
L'11 dicembre 2022 Tucker annunciò di voler passare tra i professionisti, concludendo la sua carriera al college con 111 ricezioni per 1.426 yard e otto touchdown in quattro stagioni.
Premi e riconoscimenti
- Second-Team All-AAC (2020)

Statistiche al college
| Stagione | Stagione   | Stagione   | Stagione   | Stagione | Stagione | Ricezioni | Ricezioni | Ricezioni | Ricezioni | Ricezioni |
| Anno     | Squadra    | Campionato | Conference | P        | PT       | Ric       | Yard      | Media     | Max       | TD        |
| -------- | ---------- | ---------- | ---------- | -------- | -------- | --------- | --------- | --------- | --------- | --------- |
| 2019     | Cincinnati | FBS Div. I | AAC        | 14       | 1        | 7         | 92        | 13,1      | 56        | 0         |
| 2020     | Cincinnati | FBS Div. I | AAC        | 10       | 0        | 18        | 236       | 13,1      | 45        | 3         |
| 2021     | Cincinnati | FBS Div. I | AAC        | 14       | 1        | 34        | 426       | 12,5      | 48        | 2         |
| 2022     | Cincinnati | FBS Div. I | AAC        | 12       | 9        | 52        | 672       | 12,9      | 55        | 3         |
| Totale   | Totale     | Totale     | Totale     | 50       | 11       | 111       | 1.426     | 12,8      | 56        | 8         |

Fonte: Football Database
In grassetto i record personali in carriera

## Carriera professionistica

### Las Vegas Raiders
Tucker fu scelto nel corso del terzo giro, 100ª scelta assoluta, del Draft NFL 2023 dai Las Vegas Raiders. L'11 maggio 2023 firmò il suo contratto da rookie: un accordo quadriennale da 5,3 milioni di dollari, comprensivi di 850.000 dollari di bonus alla firma, e con un'opzione di rinnovo per un quinto anno.

#### Stagione 2023
Il 29 agosto 2023 Tucker rientrò nel roster attivo dei Raiders. Debuttò da professionista subentrando nella gara del secondo turno, la sconfitta 10-38 contro i Buffalo Bills, in cui mise a tabellino una corsa da 24 yard ma nessuna ricezione.
Nella gara del sesto turno, la vittoria 21-17 contro i New England Patriots, Tucker fece una ricezione da 48 yard su passaggio del veterano Brian Hoyer, a quel momento la ricezione più lunga in stagione per i Raiders.
Tucker si migliorò nella gara del nono turno, la vittoria 30-6 contro i New York Giants, in cui fece una ricezione da 50 yard su passaggio dell'altro rookie Aidan O'Connell. Nel quindicesimo turno, nel giorno in cui i Raiders segnarono un record di franchigia di 63 punti contro i Los Angeles Chargers, Tucker mise a referto i suoi due primi touchdown su ricezione. La sua stagione da rookie si chiuse con 19 ricezioni per 331 yard e 2 touchdown in 16 presenze, una delle quali come titolare.

#### Stagione 2024
Nella gara del terzo turno della stagione 2024, la sconfitta 22-36 contro i Carolina Panthers, Tucker fece la sua migliore prestazione finora avuta in carriera, risultando il miglior ricevitore della squadra con sette ricezioni per 96 yard e un touchdown.

## Statistiche

### Stagione regolare
| Stagione | Stagione | Stagione | Stagione | Ricezioni | Ricezioni | Ricezioni | Ricezioni | Ricezioni |     | Fumble | Fumble |
| Anno     | Squadra  | P        | PT       | Ricezioni | Ricezioni | Ricezioni | Ricezioni | Ricezioni |     | Fumble | Fumble |
| Anno     | Squadra  | P        | PT       | Ric       | Yard      | Media     | Max       | TD        | Fum | Persi  |        |
| -------- | -------- | -------- | -------- | --------- | --------- | --------- | --------- | --------- | --- | ------ | ------ |
| 2023     | LV       | 16       | 1        | 19        | 331       | 17,4      | 50        | 2         | 0   | 0      |        |
| Totale   | Totale   | 16       | 1        | 19        | 331       | 17,4      | 50        | 2         | 0   | 0      |        |

Fonte: Football Database